# Esplanade

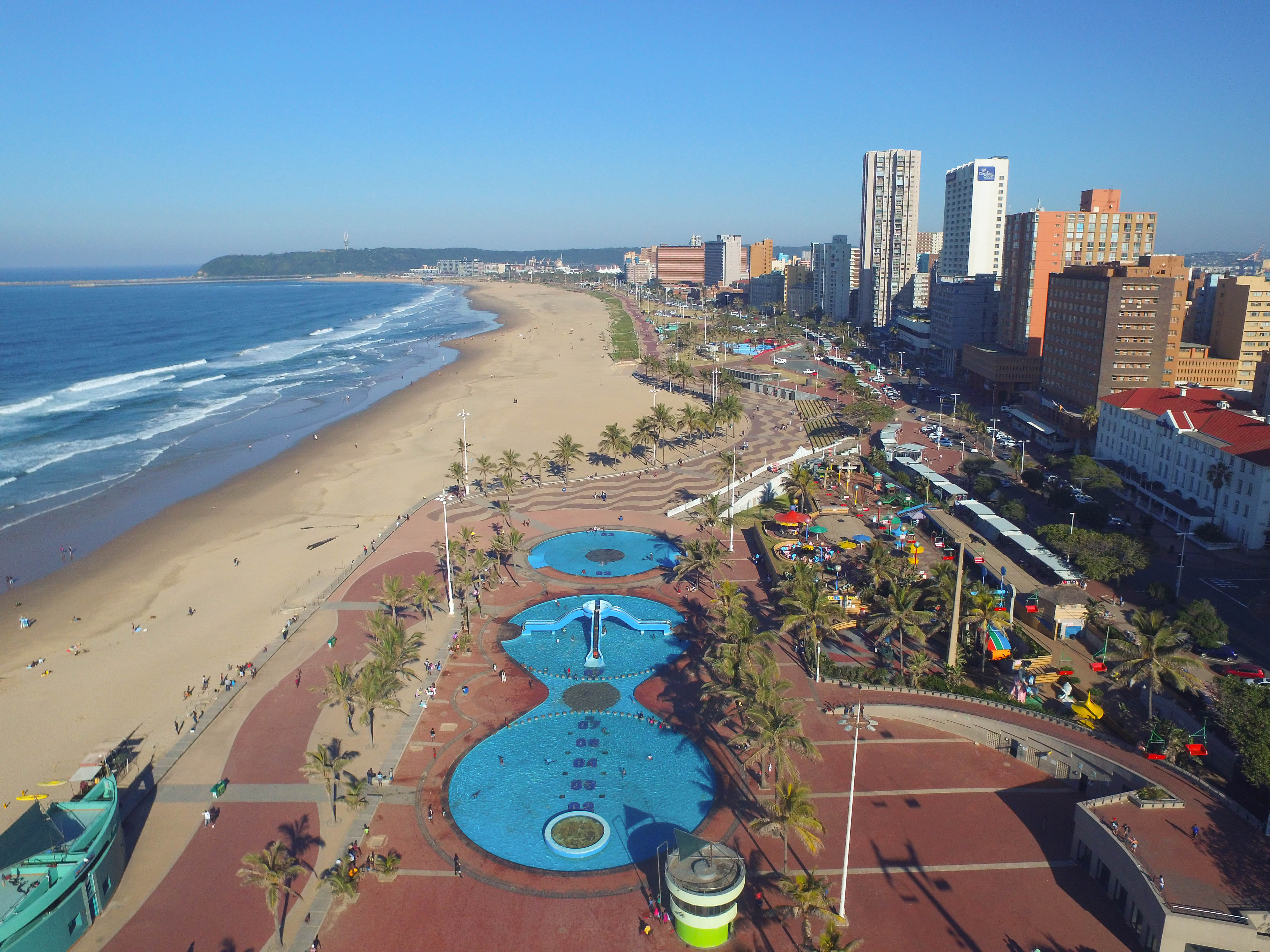
Durban's Golden Mile promenade

Een esplanade of promenade is een type voetpad lang, open, vlak gebied dat meestal langs een rivier of een ander groot waterlichaam ligt en  is een gebied waar mensen kunnen wandelen. De ruimte laat het toe om bestraat te worden; esplanades liggen vaak aan zee en zijn te bewandelen ongeacht welk getij heerst, zonder op het strand te hoeven te lopen.
Esplanade en promenade worden uitwisselbaar door elkaar gebruikt. "Promenade" geeft meestal aan dat het een plek specifiek bedoeld is voor voetgangers, alhoewel moderne promenades en esplanades staan ook gebruik toe door fietsers en ander niet-gemotoriseerd verkeer. Sommige esplanades bestaan uit boulevards of lanen waar auto’s zijn toegestaan.

## Geschiedenis

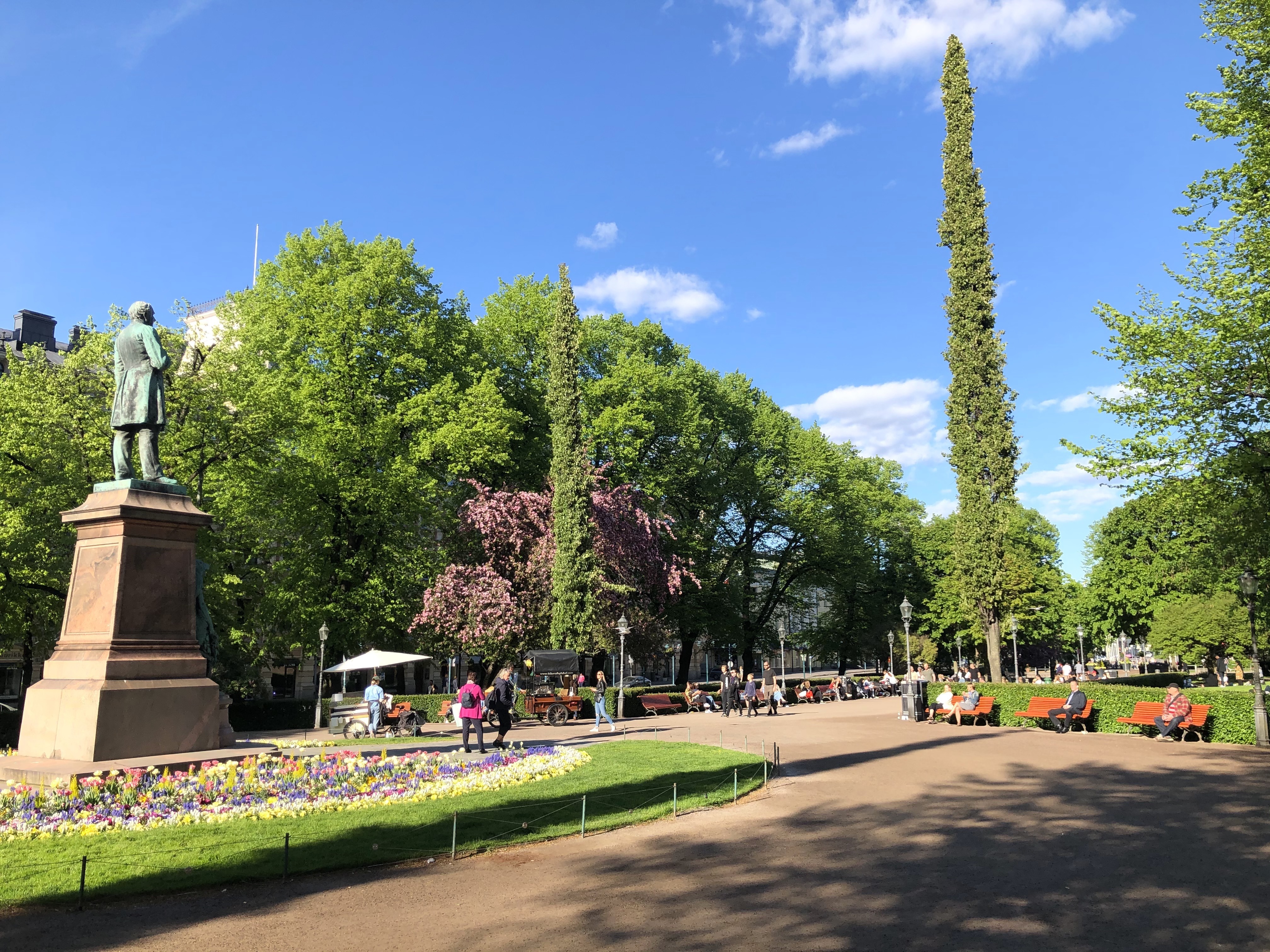
Esplanadi in Helsinki

De historische definitie van een esplanade luidde een groot, open, vlak gebied buiten de omwalling van een fortificatie of stad zodat men een vrij zichtveld had op een eventuele vijand.
In de 19e eeuw maakte het slechten van de vestingwerken en het herplaatsen van havenactiviteiten in veel steden ruimte vrij voor de aanleg van esplanades op fortificaties en of wallen. De voormalige elementen van deze fortificaties zoals heuvels, uitzichtpunten, grachten en bolwerken zijn deel gaan uitmaken van deze esplanades, dit maakt ze populair als bestemming van excursies en als vestiginglocatie voor culturele instanties. De snelle ontwikkeling van kunstmatige straatverlichting in de 19e eeuw zorgde ervoor dat men in de avond- en nachturen van een esplanade veilig gebruik kon maken. Een voorbeeld hiervan is de Ringstraße in Wenen.
Esplanades werden populairder tijdens het victoriaans tijdperk, toen het bezoeken van badplaatsen in zwang raakte. Een promenade was een plek waar mensen – koppels en families in het bijzonder – een ommetje maakten om gezien te worden en zo beschouwd werden als onderdeel van de 'samenleving'. Bekende esplanades aan zee zijn de Promenade de la Croisette in Cannes, Promenade des Anglais in Nice en de Lungomare van Barcola in Triëst.
Ook in de 21e eeuw werden esplanades en promenades aangelegd, zoals in Almere.

## Verenigde Staten
In de Verenigde Staten heeft esplanade ook een andere betekenis. Daar wordt met esplanade een middenberm bedoeld die twee helften van een weg of boulevard van elkaar scheidt. Dit kan verschillen van een kleine middenberm van gras of een met tuinaanleg en bomen. Sommige van deze esplanades zijn in gebruik als park met een wandel- en joggingpaden en bankjes.